# Gorgon, the Space Monster
Gorgon, the Space Monster è un cortometraggio del 1969 scritto e diretto da John Carpenter.